# Bad Bentheim
Bad Bentheim è una città di 15 948 abitanti della Bassa Sassonia, in Germania.
Appartiene al circondario della Contea di Bentheim.
È stata storicamente capitale della Contea sovrana di Bentheim poi divisa tra vari rami della famiglia omonima, di cui oggi esistono soprattutto i rami dei Principi di Bentheim-Steinfurt, che possiedono tuttora il castello di Bentheim (anche se la loro sede principale è da secoli quello di Steinfurt) e i Principi di Bentheim-Tecklenburg-Rheda.